# Coro Trasito
Coro Trasito és un jaciment arqueològic localitzat a la província d'Osca, al municipi de Tella, i està situat dins el Parc Natural d'Ordesa i Mont Perdut. El jaciment es troba a 1600 metres d'altitud, essent un dels jaciments prehistòrics excavats a major altitud d'Espanya. La cova es tracta d'una cavitat de 300 m² i està situada al costat de la Cova de l'Os Cavernari. Posseeix una orientació amb condicions idònies per la vida humana, ja que no donen els vents del nord i la llum pot arribar a l'interior de la cova. Coro Trasito se situa cronològicament al Neolític Antic i la Edat del Bronze Mitjà. Les datacions de ¹⁴C sobre un os (BETA 310471), una llavor d'avellana (CNA 2520.1.1) i una llavor de blat (CNA 2944.1.1) permeten obtenir unes datacions més precises (1410-1210 cal. ANE, 4728-4582 cal. ANE i 5322-5207 cal. ANE, respectivament). La datació més recent va sorprendre als arqueòlegs, ja que no concordava amb la cronologia de les restes ceràmiques ni lítiques, les quals són bastant més antigues. Aquesta dissonància radica en que el fragment d'os datat es va extreure de la zona on hi ha evidències del Bronze Mitjà. La datació més antiga és molt significativa per que nos s'havia trobat una data tan antiga de cereal (Triticum sp.) en la zona dels Pirineus.
Aquest espai va ser utilitzat de forma reiterada al llarg dels mil·lennis com a zona de transhumància del ramat, majoritàriament de ovicàprids. Les evidències d'aquest ús es troben en els nivells de fumier, els quals són estrats de formació ràpida.

## Descobriment de la cova
Aquesta cova era molt coneguda per la espeleologia, però no va ser fins als anys 70 que va ser descobert pel Grup d'Espeleologia de Badalona, moment en el qual es van recuperar diversos instruments arqueològics superficials (com per exemple, fragments de molins, una destral de industria lítica, grans fragments de ceràmica...). Un dels descobridors va ser Ramón Canela i Font.
Les excavacions sistemàtiques no van començar fins al 2011, duent-se a terme dos sondeigs per part de Javier Rey al fons de la cova, però van haver de parar-lo per la gran quantitat de pedres trobades que els impedien fer la feina. Al segon sondeig van tindre més sort, ja que van poder aprofundir més en el sediment i van arribar al metre de profunditat.
El 2013 el Grup d'Arqueologia d'Alta Muntanya (GAAM) i altres institucions, junt amb Javier Rey, van decidir ampliar el segon sondeig i fer un tercer sondeig. A partir d'aquest moment s'han anat fent campanyes curtes d'excavacions anuals, excepte el 2020 que per la pandèmia no es va poder excavar.

## Metodologia d'estudi
Al llarg dels anys, a Coro Trasito s'han utilitzat varies tècniques d'excavació, ja que resulta impossible escollir només una degut a la manca d'espai que hi ha a la cova. Per sort, l'arqueologia és una ciència pluridisciplinària que permet treballar amb molts àmbits. Això ens proporciona analítiques de cada material molt més precises. La metodologia d'excavació que s'aplica actualment és en extensió, la qual permet diferenciar espais i estrats amb una bona delimitació i deixen el perfil de la cova com a testimoni i sediment per poder realitzar altres anàlisis. De tot el sediment extret, es guarda un 10% per realitzar flotació (excepte si és un fogar o una àrea d'importància). Gràcies a això, després es poden trobar carbons o llavors.

## Industria lítica
La matèria primera utilitzada per fer els instruments és el sílex, extret de l'Ebre. Els artefactes que es troben són làmines, fragments de làmines i geomètrics. Les tècniques utilitzades per la obtenció d'aquest producte són la percussió directa i indirecta, aquesta darrera en menor freqüència. Es troben evidències de tractaments en producte final, com per exemple el tractament tèrmic.

## Industria ceràmica
Els materials ceràmics recuperats estan en bon estat de conservació, encara que normalment es troben molt fragmentats. No obstant això, la fractura és fresca, per la qual cosa el sol no la ha corroït ni tampoc ha passat cap procés d'erosió. Com la majoria dels fragments posseeixen una longitud menor a 10 cm, no es poden fer anàlisis de taules tipològiques de formes o fer un estudi tecnològic. La ceràmica del Neolític posseeix motius decoratius incisos o impresos, encara que també trobem, de forma molt escassa, algun cordó o algunes impressions amb petxina.

## Industria òssia
Els artefactes trobats estan fets d'os animal o de banya i es troben en bon estat de conservació. Alguns exemples són punxons per teixir o com a estri per decorar la ceràmica, i percutors. També s'han trobat dents de fauna amb perforacions, probablement utilitzats com a ornaments.